# 奥斯坦基诺广播电视公司
奥斯坦基诺广播电视公司，又译奥斯坦金诺广播电视公司，是俄罗斯曾经存在的一家国有广播电视机构，继承了苏联时期的3个电视频道和6个广播电台频率。该机构在1991年12月27日成立并开播，1995年10月12日停播。
曾由奥斯坦基诺广播电视公司运营或代管的电视频道有奥斯坦基诺第一频道、奥斯坦基诺第四频道、莫斯科电视频道、技术频道，广播频率有第一广播电台、灯塔广播电台、青年广播电台、俄耳甫斯广播电台、莫斯科地区广播电台、莫斯科广播电台（国际广播）。

## 历史
苏联解体之后，1991年12月27日，新成立的奥斯坦基诺广播电视公司替代了原有的全联盟国家电视广播公司，并接管了原苏联中央电视台及全苏广播电台的频道和制作资源，面向俄罗斯及独联体国家播出。奥斯坦基诺的首任主席为叶戈尔·雅科夫列夫，总经理为爱德华·萨加拉耶夫。
在奥斯坦基诺广播电视公司的管理问题中，下属各个节目工作室不断扩张的广告投放问题最为突出，这一问题从苏联中央电视台末期便已出现。1990至1991年间，有三家下属节目制作机构获得法律地位，包括向VID公司购置电视节目的“试验”工作室，至1992年初，原苏联中央电视台下属的各个节目制作机构大多改制并转移至奥斯坦基诺广播电视公司，部分节目制作机构设有自己的广告部门（例如电视资讯局），部分机构通过出售广告时段，向私营电视制作公司购买电视节目并播出。而由公司直接投放的广告直至1993年5月才出现，由新成立的广告和商业总局负责，此前公司直属的广告部门“奥斯坦基诺广告局”只在各档节目之间的时段插入广告。
1992年夏季，爱德华·萨加拉耶夫离任公司总经理，开始在莫斯科组建TV-6电视台。原先担任公司政治主管的伊戈尔·马拉申科接任公司总经理。
1992年11月24日，由于奥斯坦基诺第一频道播出与奥赛梯-印古什冲突有关的电影，公司主席叶戈尔·雅科夫列夫被解雇。1993年1月11日，维亚切斯拉夫·布拉金受任公司主席，此后由于管理上的分歧，总经理伊戈尔·马拉申科辞职，由奥列格·斯拉宾科接任。在布拉金和斯拉宾科的领导下，奥斯坦基诺广播电视公司的政治立场逐渐倾向亲叶利钦政府，审查也逐步收紧，电视资讯局总编辑奥列格·多布罗杰耶夫和《结果》栏目主持人叶夫根尼·基谢廖夫因而离开奥斯坦基诺，与伊戈尔·马拉申科和商人弗拉基米尔·古辛斯基共同组建俄罗斯独立电视台，《结果》栏目也改在独立电视台播出。
1993年秋季至1994年间，奥斯坦基诺的员工大批流失，一部分前往独立电视台，例如原奥斯坦基诺第一频道新闻主播塔季扬娜·米特科娃、米哈伊尔·奥索金前往独立电视台担任《今天》栏目主播，一些原奥斯坦基诺电视资讯局的记者（如弗拉基米尔·卢斯卡诺夫）、体育评论员（如叶夫根尼·马约罗夫）、电影节目工作室的员工也转职独立电视台。另有部分员工前往TV-6电视台。
1993年10月3日，由于民众冲击奥斯坦基诺电视中心，奥斯坦基诺主席维亚切斯拉夫·布拉金下令武装封锁电视中心，奥斯坦基诺第一、第四频道的节目播出一度中断。此次事件后，维亚切斯拉夫·布拉金要求加强奥斯坦基诺编辑室和演播室的安保措施。
1993年12月16日，由于擅自暂停电视节目播出，以及对议会选举的言论引起克里姆林宫不满，维亚切斯拉夫·布拉金被迫辞职，奥斯坦基诺广播电视公司主席一职由亚历山大·雅科夫列夫接替，电视资讯局总编辑由奥列格·托奇林接替。
自成立开始，奥斯坦基诺和全俄国家电视广播公司两家公司对国有通信企业的债务不断增加，至1993年已达700亿卢布，而联邦政府向奥斯坦基诺第一频道提供的经费支持只有其所需的25%。奥斯坦基诺的副主席曾称联邦政府要求在1993年11月22日前消化所有债务，但最终没有实现。受债务影响，两家企业无法支付设备维护费、转播费、薪资等日常开支，工会在1994年2月10日发动全国45个地区的信号切换员罢工，威胁停止转播国有电视频道除新闻以外的所有节目。此后在总理切尔诺梅尔金的要求下，财政部开始向通信企业支付两家电视广播公司拖欠的债务，并宣布将在1994年春季付清800亿卢布的债务，电视频道也恢复正常节目播出。然而债务并没有全部还清，政府最终只能向奥斯坦基诺提供约四分之一的经费。面对经费短缺问题，亚历山大·雅科夫列夫以及奥斯坦基诺的部分员工开始寻求私有化的方案。
1994年4月，由奥斯坦基诺广播电视公司出资30%组建的广告公司雷克拉玛股份公司成立，其他股东则为曾经代理奥斯坦基诺广告业务的广告企业，包括国际影视、Premier SV、Maxima、InterVID、Logovaz-press、Oster工作室等，雷克拉玛获授权代理奥斯坦基诺第一频道的广告投放，然而1994年奥斯坦基诺并没有从雷克拉玛获得任何分红，截至1995年7月1日，雷克拉玛拖欠的债务达到190亿卢布，但奥斯坦基诺一直没有要求雷克拉玛偿还债务。1995年初，由Aurora、InterVID、VideoArt、Contact、Strong等广告企业组建的联合体“独立广告和信息联盟”收购奥斯坦基诺在雷克拉玛公司的股份，之后雷克拉玛公司开始以低价出售广告时段吸引广告商，使得广告收入大减。
1995年4月1日，奥斯坦基诺第一频道的频率移交给俄罗斯公共电视台，俄罗斯公共电视台51%的股份由联邦政府所有，其他股权由多家私营企业和银行家拥有。其余下属电视频道和灯塔广播电台、莫斯科地区广播电台、莫斯科广播已在此前陆续脱离奥斯坦基诺广播电视公司。
1995年10月6日，俄罗斯联邦总统颁布政令，宣布奥斯坦基诺广播电视公司在10月12日解散，但公司并未立即解散，直至1996年春季仍继续负责第一广播电台、灯塔广播电台、青年广播电台、俄耳甫斯广播电台的节目制作和播出，也继续为公共电视台提供苏联时期的影片存档、制作动画片，直至1997年7月17日。

## 电视部门

### 电视节目局
前身是苏联中央电视台节目主编部。负责奥斯坦基诺第一频道的节目制作和播出，包括由国有及私营制作机构制作的电视电影，同时也播映由荧屏创作组制作的电视电影。
奥斯坦基诺第一频道继承自原苏联中央电视台第一套节目，是面向俄罗斯全国播出的综合电视频道，播出内容包括新闻、社会政治节目、纪录片、科普节目、少儿节目、体育节目、电视剧、动画片、综艺节目等。除了莫斯科版外，该频道面向俄罗斯不同时区设有4个时移版本（轨道-1、轨道-2、轨道-3、轨道-4，分别对应+8、+6、+4、+2时区），并通过“莫斯科环球”频道对外播出。
1995年4月1日，随着奥斯坦基诺第一频道停播，电视节目局停止运作。

### 第四频道节目局
该部门负责奥斯坦基诺第四频道的节目制作和播出。
奥斯坦基诺第四频道继承自原苏联中央电视台第四套节目，是面向俄罗斯全国播出的综艺、娱乐电视频道，也播出俄罗斯ATV制作的节目、重播奥斯坦基诺第一频道制作的纪录片和科普节目、播出弗拉基米尔·马斯拉琴科工作室制作的体育节目《体育+体育》。从1992年4月13日开始，第四频道的工作日上午、下午及晚间节目时段移交给全俄国家电视广播公司播出教育电视节目，之后从1992年6月1日开始，上述时段改用“俄罗斯大学频道”的呼号。
1994年1月17日，第四频道所有播出时段移交给俄罗斯独立电视台和全俄国家电视广播公司，第四频道节目局停止运作。

### 电视资讯局
电视资讯局负责制作奥斯坦基诺第一频道的各档电视新闻，于1991年11月1日成立，其前身是苏联中央电视台资讯节目演播室。
电视资讯局制作播出的新闻节目包括《时间》（1994年12月16日至1996年3月11日）、《新闻》（1992年1月1日至1996年3月11日）、新闻及音乐节目《早晨》 （1991年11月1日至1995年3月31日）、新闻分析节目《结果》（1992年1月19日至1993年9月19日）、《周日》（1993年11月7日至1996年4月14日）、《新闻+》（1994年4月16日至10月29日）。
在叶戈尔·雅科夫列夫的提议下，电视资讯局设立“中心”广播电视公司，其编辑部设在奥斯坦基诺电视中心。该机构中的主持人、记者、导播、编辑和技术人员大多为年轻人，制作的新闻节目与第一频道其他新闻节目相比，形式更加自由，成员的工作也不会受到过多限制。“中心”广播电视公司制作的新闻节目包括“非国家新闻”《中心》（1991-1994）、“娱乐犯罪电视杂志”《100摄氏度》（1992-1993）、《周六署名》（又称《事件精选》，1993年）、纪录电影《葬礼特别报道 从那难忘的一晚》（1993年俄罗斯宪政危机之后播出）、时事新闻节目《莫斯科 克里姆林》和《第一手》（1994-1996）、全天新闻总结栏目《注意》（Nota bene，1994-1995）。此外还有未播出的节目《疲惫绅士俱乐部》（1994年）。不过在亚历山大·雅科夫列夫担任奥斯坦基诺的董事长后，“中心”广播电视公司的节目制作逐渐减少，直至1996年电视资讯局停止运作后撤销。
1995年4月1日奥斯坦基诺第一频道移交给俄罗斯公共电视台后，奥斯坦基诺的电视资讯局仍继续运作至1996年3月，与公共电视台共同制作第一频道的新闻节目（《新闻》、《时间》、《电视早晨》、《周日》）。1996年3月，隶属俄罗斯公共电视台股份公司的资讯节目局、早间电视局成立，第一频道的新闻节目移交给上述两个机构制作。

### 国际节目及片段共享工作室
前身是苏联中央电视台国际节目主编室，1988年从新闻主编部分离出来，负责制作与国外资讯及生活有关的栏目。

### “政治”工作室
前身是苏联中央电视台社会政治节目主编室，负责制作与社会及政治相关的纪录片，包括《背景中的人物》、《03车厢》。该机构此后在1992年拆分为“评论员”工作室和“共鸣”工作室。

### “评论员”工作室
1992年从“政治”工作室中拆分出来，负责制作与社会政治相关的电视纪录片、署名电视杂志等，包括《亚历山大·鲁比诺夫观点》（与VID电视公司合制）、《人与法》（尤里·克劳斯主持，亚历山大·索尔仁尼琴参与节目
）、《白鹦鹉》（与REN-TV的“埃尔多拉多”创作组合拍）。

### “共鸣”工作室
1992年从“政治”工作室中拆分出来，负责制作社会政治话题的电视纪录片，包括《克里姆林墙后面》、《爱情故事》、《掌权者》。该工作室的主任阿列克谢·皮曼诺夫在奥斯坦基诺广播电视公司解散后，加入SAN-TV电视节目制作公司，继续制作奥斯坦基诺时期的部分节目，包括《人与法》。

### 文学和艺术节目工作室
前身是苏联中央电视台文学和艺术节目主编室，制作电视剧、电影（例如《生活琐事》）、喜剧节目（《幽默合集》）、电视纪录片、电视教程节目（《如何成功？》），也制作戏剧、文艺、视觉艺术相关的纪录片，包括《剧院+电视》、《坡道另一端》、《与你相约》、《我的一些事》、《永远在路上的剧院》、《PEN俱乐部》、《相遇奥斯坦基诺音乐厅》、《周六签名》等。1995年1月，该机构被艺术股份公司替代。

### 电影节目工作室
前身是苏联中央电视台电影节目主编室，负责制作及译制电影、电视剧，也制作与电影相关的电视纪录片（包括由“拉库斯”创作组制作的《纪念》、《明星巡礼》、《影院全景》、《隧道尽头的黑暗》、《节日巡礼》、《大步行》），以及儿童节目《童话之旅》、《透过镜子》。
1995年1月6日，电影节目工作室和文学和艺术节目工作室一同整合进艺术股份公司，各电视频道的艺术、文化、影视节目均移交该公司制作，公司由原先任职文学和艺术节目工作室的米德哈特·希洛夫领导。

### “民间艺术”工作室
前身是苏联中央电视台民间艺术主编室，负责制作民间艺术相关的纪录片，包括《生活工艺树》、《更大的圈子》、《演奏吧，亲爱的》。

### 音乐和娱乐工作室
前身是苏联中央电视台音乐和娱乐主编室，负责制作音乐演唱会节目，以及音乐艺术相关的纪录片（包括《十二生肖下》、《你的名字的含义》、《电视记忆》）、幽默节目（例如《笑料全景》，1994年前曾制作《席满》），并和私营电视制作公司策划《50х50》和《早间邮件》栏目。
奥斯坦基诺第一频道停播后，该工作室的节目大多转移至第三方电视制作公司，例如《笑料全景》和《50х50》转移至天琴座（Лира）电视制作公司。1996年春季成立的音乐股份公司有部分员工来自奥斯坦基诺，该企业制作的节目在俄罗斯公共电视台播出，但部分奥斯坦基诺时期的节目不再播出。

### 少年儿童节目工作室
前身是苏联中央电视台少年儿童节目主编室，制作的节目包括青少年故事片（例如《谢列梅捷娃伯爵夫人》）、青少年电视表演栏目等，该工作室下属的“直到16岁或更大”创作组制作的节目有《青年演播室》、《Tin-Tonic》、《果酱》、《马拉松-15》、《两个人》、《镜子》、《成功》、《电脑大厅》、《各种东西》、《440赫兹》、《越来越聪明》、《人人在家时》、《晚安，孩子们！》。
1994年底“上课了！”电视制作公司成立后，该工作室停止运作，所有青少年节目的制作移交给该制作公司负责。一些原先在“直到16岁或更大”创作组的青少年主持人或创作者在离开该机构或成年后，进入其他电视台担任主持人、记者等。

### “试验”工作室
前身是苏联中央电视台青年节目主编室，制作播出的节目包括电视问答节目（包括《幻想之地》、《L俱乐部》、《最好的时光》（与VID公司合制）、《智慧之环》、《什么？何处？何时？》）、脱口秀节目《主题》、电视杂志节目（《望远镜》（与VID公司合制）、《室外谈话》（与REN-TV合制）、《UFO 暗访》、《斗牛士》等）。俄罗斯联邦政府在1992年5月7日宣布该工作室解散，但解散程序并未完成。

### 新工作室
负责奥斯坦基诺第四频道的部分节目，包括谈话节目《我们》、《博蒙特》（与俄罗斯ATV合制）、幽默节目《安装》，以及《启动器》、《但是》等节目。俄罗斯联邦政府在1992年5月7日宣布该工作室解散，但解散程序并未完成。

### 科普教育节目工作室
前身是1960年代成立的科普教育节目主编室，1988年更名，负责制作电视科普影片和节目（包括《旅行者俱乐部》、《在动物世界中》、《显而易见—不可思议》、《在符号“π”之下》）、经济教育节目《所有者的常识》、宗教节目《现在》（包括其子栏目《牧羊人的话》）、电视问答节目《幸运机会》。1995年初“科普教育电视协会”公司成立后，上述工作室停止运作，原有节目移交该公司制作。

### 莫斯科节目工作室
该部门负责制作播出莫斯科电视频道的电视节目，面向莫斯科地区的观众，也制作《娱乐圈“全明星”》、《你的偶像》两档节目。
莫斯科电视频道（МТК）前身是苏联中央电视台莫斯科节目，该频道在苏联中央电视台解散后暂时移交奥斯坦基诺广播电视台。1992年6月9日，莫斯科电视频道移交莫斯科电视广播股份公司（АО «РМТРК „Москва“»），莫斯科节目工作室停止运作。

### 体育节目工作室
前身是苏联中央电视台体育节目主编室。负责制作与体育相关的纪录片、电视杂志、评论节目、体育周边节目，也负责转播在俄罗斯进行的体育赛事、购买并转播国外的体育赛事转播，并在体育转播中插入评论。
1995年4月至10月间，俄罗斯公共电视台的体育节目由该机构和公共电视台共同制作。奥斯坦基诺广播电视公司解散后，原计划将体育节目工作室视为一个独立机构并予以撤销，但由于法律原因未有实行，最终该机构在1995年秋季移交俄罗斯公共电视台下属的体育广播部。

### “荧屏”创作组
该创作组负责制作电视电影、电视剧、动画片等节目，并在奥斯坦基诺及其他电视台下属频道播出。
荧屏创作组的前身是1964年成立的电影制作部，隶属苏联国家电视广播委员会，1967年更名为“荧屏”创作组。该创作组在1988年转移至新成立的“联盟电视电影”创作组（ТПО «Союзтелефильм»）旗下。1992年1月23日，在联盟电视电影创作组和苏联中央电视台电影节目工作室的基础上，奥斯坦基诺广播电视公司成立荧屏创作组，并在1992年3月13日取得合法地位。不过由于联邦法院的裁决，撤销联盟电视电影创作组的计划未有实行。奥斯坦基诺广播电视公司解散后，“荧屏”创作组从1995年10月12日起停止运作，所有作品及其著作权在1997年7月17日移交给俄罗斯国家电视广播节目基金会。
荧屏创作组的下属机构有：
- 新闻电影工作室：负责制作新闻记录电影；
- 电视纪录电影工作室：负责制作纪录片和电视科普影片（例如《阿纳托利·塔拉索夫的曲棍球》）；
- 电视艺术影片工作室（“方舟”工作室）：制作与艺术相关的电视纪录影片；
- 故事片工作室：制作短篇或长篇电影（包括《陛下》、《我们的美国人波利亚》、《慈善舞会（俄语：Благотворительный бал (фильм)）》、《小偷（俄语：Воровка (фильм, 1994)）》）、电视剧（包括《爱的ABC》、《彼得堡的秘密（俄语：Петербургские тайны）》、《在角落，主教身边（俄语：На углу, у Патриарших）》）、电视演出影片，也制作面向录像带市场的电影（例如《厄尔布鲁士山的早餐（俄语：Завтрак с видом на Эльбрус）》）；
- 青少年电视影片工作室：制作儿童电视影片（例如《尼基塔的童年》、《天使》）和儿童演出影片；
- 音乐节目工作室：制作音乐演唱会影片；
- 电视动画片工作室：制作短篇动画连续剧（如《箱子》、《打青蛙》、《小狐狸的故事（俄语：Маленький Лисёнок）》、《普罗宁船长（俄语：Капитан Пронин）》、《蒙乔森历险记（俄语：Приключения Мюнхаузена）》、《AMBA（俄语：АМБА (мультфильм)）》、《聪明的狗索尼娅（俄语：Умная собачка Соня）》）、木偶连续剧（如《博亚克不会伤害苍蝇》、《与穆尔西的七天（俄语：Семь дней с Морси）》），以及单集动画片（如《大象与犀牛的战争（俄语：Война слонов и носорогов）》）、单集木偶剧（如《鞋匠的妻子》、《说，木星》、《气球》、《鬼魂生活的点滴》、《三种风格的小提琴手》、《陌生人的假期》）；
- “电视荧屏”工作室：承制俄罗斯联邦国家电影委员会和私营企业委托制作的影片，例如《分裂（俄语：Раскол (фильм, 1993)）》（与莫斯科电影制片厂合拍）、《挑剔的新郎（俄语：Разборчивый жених）》和《抽烟》（后两部与列宁格勒电影制片厂合拍）。

## 电台部门

### 第一广播电台演播室
前身是全联盟广播节目总局。负责制作奥斯坦基诺下属的第一广播电台（全国播出、新闻、社会政治、艺术电台）、灯塔广播电台（全国播出、新闻、音乐电台频率）、青年广播电台、俄耳甫斯广播电台（音乐电台频率）四个电台的广播节目。

### 新闻服务
前身是全联盟广播新闻主编部，负责制作灯塔广播电台的新闻节目，以及第一广播电台的《新浪潮》（原名《最新消息》）和《来自报纸和杂志出版物》（原名《中央报纸刊载》）两档新闻节目。

### “对话者”创作组
前身是全联盟广播社会政治节目主编部，1992年前曾称为“评论员”电台播音室，负责制作第一广播电台的早间节目《一天的开始》、新闻及分析节目《对话者》（原先为周日版《最新消息》）、面向乡村的早间节目《和公鸡一起》（原先为《地球与人》）、广告及信息节目《早上的商人》。

### LIK工作室
前身是全联盟广播文学及戏剧广播主编部，1988年更名。该机构制作文艺广播节目、广播演出、与文学相关的文化教育节目《俄罗斯省》（Русская провинция）、戏剧和美术作品。

### 音乐广播工作室
前身是音乐广播主编部，1988年更名，负责制作第一广播电台的音乐节目，包括《水上舞蹈》、《为你献上音乐》、《联盟》、《半夜》，也负责制作播出俄耳甫斯广播电台的音乐节目，包括早间节目《缪斯的觉醒》、晚间节目《为了梦想的到来》、《广播精选》等。该机构也拥有柴可夫斯基交响乐团、室内声乐合唱团“教堂合唱”、学院大合唱团、俄罗斯民族乐器学院交响乐团、少儿大合唱团。

### “改变”创作组
前身是少年儿童节目主编室，负责制作第一广播电台的儿童节目，播出时段一般为9:00~10:00、16:00~17:45、21:00~22:15，包括《画册Bim-Bom》、《有趣的文学研究》、《友好街》、《儿童广播精选》、《烦躁》、广播剧《旋转木马》，另外也有讲述童话故事和其他儿童文学的节目。

### 青年节目主编部
负责制作青年节目，包括青年广播电台时长一小时的早间新闻娱乐节目《热线》、日播新闻娱乐节目《当你工作时》。

### 灯塔广播电台播音室
1992年3月19日成立，负责制作播出灯塔广播电台的节目。
灯塔广播电台自1992年3月19日起移交奥斯坦基诺广播电视公司，此后在1994年5月6日脱离，成立国有企业“灯塔广播电台”，并单独获得广播许可。

### 莫斯科播音室
前身是全联盟广播对莫斯科广播节目主编室，1988年更名为对莫斯科广播主编室。

### 莫斯科地区广播电台播音室
前身是全联盟广播莫斯科地区广播电台主编室，负责制作莫斯科地区广播电台（Радио Подмосковья）的新闻及资讯节目《万花筒》、广播杂志《故土》、《莫斯科地区周日电波》。莫斯科地区广播电台在1993年10月7日脱离，单独成立国有广播公司“莫斯科地区广播电台”。

### 莫斯科国际广播制作组
前身是对外国广播总局，1988年更名，负责制作播出面向国外播出的莫斯科广播电台的节目，下属机构有新闻主编室、英语国际广播编辑部、俄语国际广播编辑部（1991年前）、对欧洲及拉丁美洲广播编辑部、对亚洲、近东及中东广播编辑室、哈巴罗夫斯克播音室。
莫斯科广播在1993年12月22日获准改制为俄罗斯之声，并脱离奥斯坦基诺广播电视公司，此后俄罗斯之声在1996年1月22日转移至俄罗斯联邦政府。